# Penzing (Bajorország)
Penzing település Németországban, azon belül Bajorországban. Lakosainak száma 4305 fő (2023. december 31.).

## Népesség
A település népessége az elmúlt években az alábbi módon változott:
| Lakosok száma | 431  | 1244 | 3426 | 3104 | 3575 | 3661 | 3659 | 3599 | 3757 | 4305 |
|               | 1875 | 1950 | 1975 | 1987 | 2012 | 2014 | 2016 | 2017 | 2021 | 2023 |